# Avoué du Saint-Sépulcre
Le titre d'avoué du Saint-Sépulcre (autrefois orthographié Sépulchre) est le seul accepté par le duc de Basse-Lotharingie Godefroy de Bouillon, lorsqu'on lui offre le trône de Jérusalem au lendemain de la prise de la ville, en 1099 par les croisés. Il refuse d'être couronné d'or là où le Christ a porté une couronne d'épines.
Dès sa mort, son frère et successeur, Baudouin Ier refuse de se contenter du titre d'avoué du Saint Sépulcre et s'intitule roi de Jérusalem.